# Julius Jacobson
Julius Jacobson (Königsberg, 18 agosto 1828 – Zelenogradsk, 14 settembre 1889) è stato un oculista tedesco.

## Biografia
Studiò medicina presso l'Università di Königsberg, ricevendo il suo dottorato nel 1853. Dopo la laurea, fece degli studi approfonditi in oftalmologia a Praga sotto il professore di Carl Ferdinand von Arlt e presso l'Università di Berlino come allievo di Albrecht von Graefe. Successivamente, tornò a Königsberg, dove nel 1856-58 lavorò come assistente di Albert Seerig presso la clinica chirurgica universitaria. Nel 1859 ottenne la sua abilitazione per l'oftalmologia e due anni più tardi diventò un professore associato. Nel 1873 fu nominato professore ordinario di oftalmologia presso l'Università di Königsberg, dove è diventato poi direttore della clinica oculistica.
Il suo nome è associato alla "retinite di Jacobson", una condizione che viene chiamata anche retinite sifilita.

## Opere principali
- Ein neues und gefahrloses Operations-Verfahren zur Heilung des grauen Staares, (1863).
- Mittheilungen aus der Konigsberger Universitats-Augenklinik 1877-1879, (1880).
- Albrecht von Graefe's Verdienste um die neuere Ophthalmologie, (1885).
- Beiträge zur Pathologie des Auges, (1888).[4]